# Rejon trościański (obwód sumski)
Rejon trościański – dawna jednostka administracyjna wchodząca w skład obwodu sumskiego Ukrainy.
Rejon utworzony w 1939, miał powierzchnię 1065 km². Siedzibą władz rejonu był Trościaniec.
Na terenie rejonu znajdowały się 1 miejska rada i 16 silskich rad, obejmujących w sumie 46 wsi i 2 osady.